# Jacobus Kapteyn

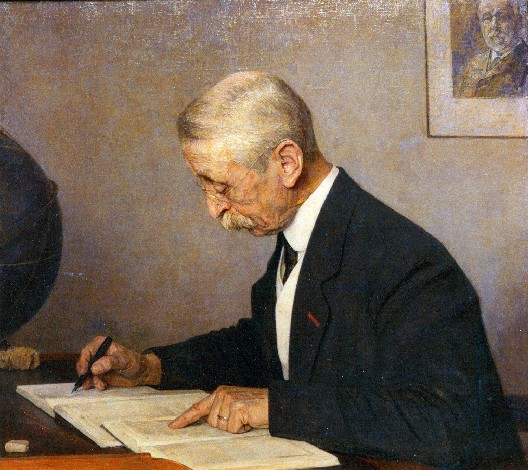
Jacobus Kapteyn por ocasião do aniversário de 40 anos como professor em Groningen. Ao fundo sir David Gill. Pintura de Jan Veth

Jacobus Cornelius Kapteyn (Barneveld, 19 de janeiro de 1851 — Amsterdam, 18 de junho de 1922) foi um astrônomo neerlandês.
Realizou estudos extensivos sobre a Via Láctea, sendo o primeiro a descobrir a evidência da rotação galáctica.
Kapteyn nasceu em Barneveld, indo para a Universidade de Utrecht estudar matemática e física em 1868. Em 1875, após doutorar-se, trabalhou três anos no Observatório de Leiden, tornando-se então o primeiro professor de Astronomia e Mecânica Teórica da Universidade de Groningen, onde permaneceu até a aposentadoria em 1921.

## Honrarias
Prêmios
- Medalha de Ouro da Royal Astronomical Society (1902)[1]
- Medalha James Craig Watson (1913)[2]
- Medalha Bruce (1913)[3]

Com seu nome
- Cratera lunar Kapteyn
- Asteroide 818 Kapteynia
- Estrela de Kapteyn
- Instituto Astronômico Kapteyn na Universidade de Groningen
- Telescópio Jacobus Kapteyn (JKT) em La Palma